# Buddha (titel)

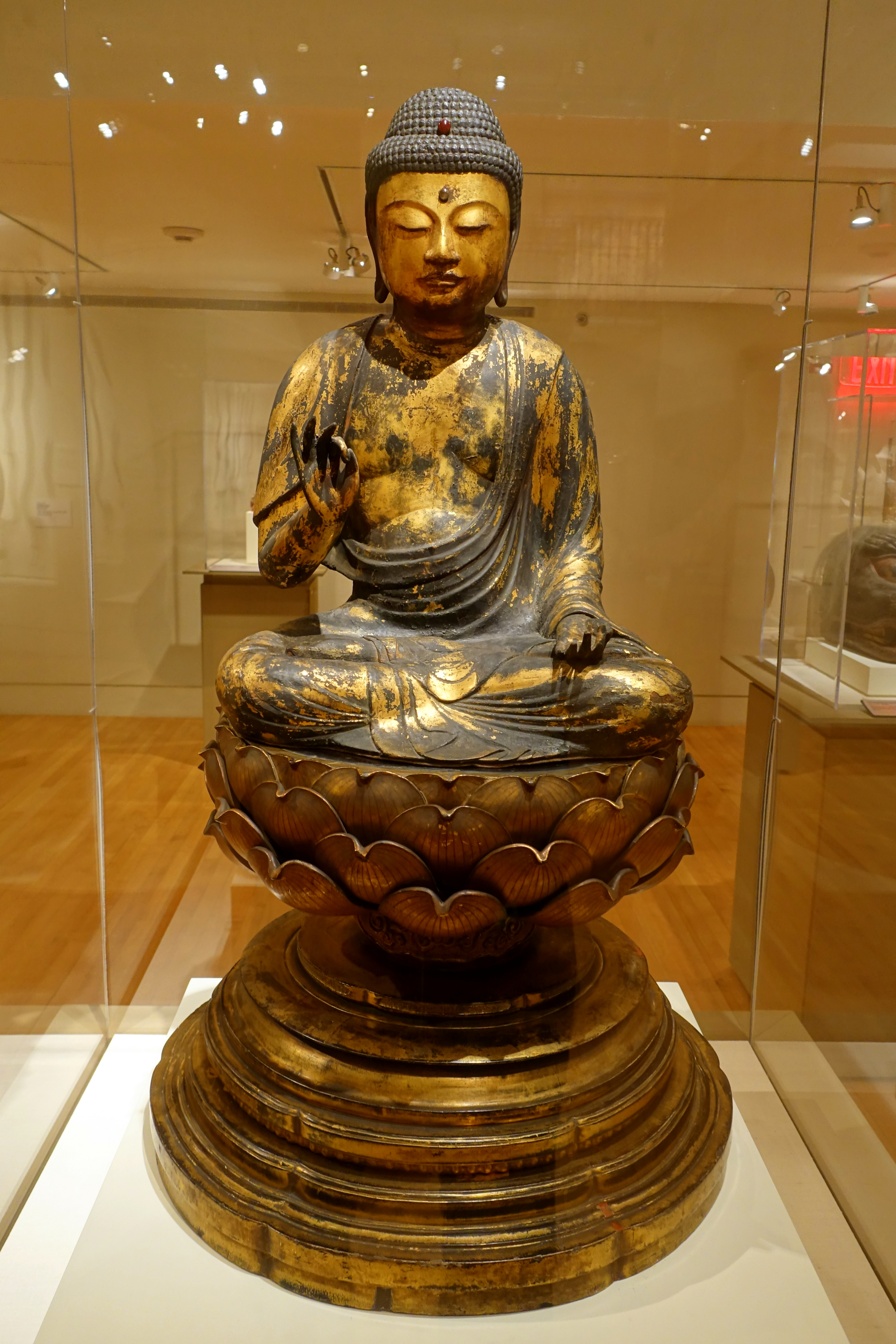
Staty föreställande buddhan Amitabha, från 1100-talet

Buddha är en titel inom buddhismen. På sanskrit betyder "budh" uppvaknad, öppen eller utspridd. Det finns två typer av buddhor:
- Pratyekabuddhor
- Samyaksambuddhor

Inom mahayana omtalas många buddhor förutom Gautama Buddha, såsom Amitabha, Akshobhya och Bhaisajyaguru
Theravadatraditionen i Sri Lanka försökte en gång i tiden att etablera termen "sravakabuddha" som en synonym till arahanter, i syfte att betona att de ansåg att arahanter var likgiltiga till samyaksambuddhor och pratyekabuddhor. Termen blev dock aldrig etablerad.
Den tibetanska översättningen av "buddha" är "sang rgyas". Det tibetanska ordet delar likt sanskritordet den dubbla bemärkelsen av "uppvaknad" och "utspridd". Detta syftar till att en buddha både har vaknat upp från ignoransens sömn samt spridit ut sitt sinne till all kunskap.